# 武田信明 (文芸評論家)
武田 信明（たけだ のぶあき、1958年 - ）は、日本の文芸評論家、日本近代文学研究者、島根大学教授。兵庫県生まれ。神戸大学文学部卒業、神戸大学大学院人文学研究科博士課程満期退学。島根大学法文学部助教授を経て、教授。1992年「乱歩というレンズ」（「二つの『鏡地獄』　乱歩と牧野信一における複数の『私』」を改題）で第35回群像新人文学賞評論部門受賞。

## 著書
- 『ロール・シャッハの猫 詩集』蜘蛛出版社 1985年
- 『〈個室〉と〈まなざし〉 菊富士ホテルから見る「大正」空間』講談社選書メチエ 1995年
- 『三四郎の乗った汽車』教育出版 江戸東京ライブラリー 1999年

### 編纂
- 『牧野信一作品集』編 沖積舎 1993年

## 注
1. ↑  『三四郎の乗った汽車』著者紹介